# Szczepocice Rządowe
Szczepocice Rządowe – wieś w Polsce położona w województwie łódzkim, w powiecie radomszczańskim, w gminie Radomsko.

## Historia
W 1407 roku wieś została sprzedana przez Laszka (Lasko) i jego bratanka Pakosza z Sobiekurska (Sekurska) Leonardowi ze Strzałkowa za 200 grzywien szerokich groszy praskich.
W latach 1975–1998 miejscowość administracyjnie należała do województwa piotrkowskiego.